# 老鼠也移民之西部歷險記
《老鼠也移民之西部歷險記》（英語：An American Tail: Fievel Goes West）是1991年的一部美國動畫電影，《老鼠也移民》的續集。描述小老鼠偉福移民到美國西部的故事。

## 劇情
七年後，Mousekewitz家族定居在牠們的新家—紐約的布朗克斯區，貧困的牠們發現，情況並不如理想，因為牠們依然要努力對抗襲擊老鼠的餓貓。偉福幻想與西部的威利警長度日，姐姐丹霞夢想成為一位歌手；同時泰加的女友咪咪厭倦了做一隻野貓，要在西部尋找新生活，道出她希望尋找一隻「像狗一樣」的貓。

## 登場人物
以下使用香港版之譯名
莫 偉福（Fievel Mousekewitz） 配音：Phillip Glasser
威利警長（Wylie Burp） 配音：James Stewart
西部小鎮的狗警長。
泰加（Tiger） 配音：Dom DeLuise
貓，偉福之友。十分喜歡貓女咪咪。
丹霞（Tanya Mousekewitz） 配音：Cathy Cavadini
偉福的姐姐，喜歡唱歌，夢想成為大歌星。在西部被貓首領看中其歌聲，成為貓酒吧的歌手，被首領稱為歌后。
貓首領（Cat R. Waul） 配音：John Cleese
貓眾首領，在紐約以老鼠木偶介紹老鼠移民到西部，計劃把眾老鼠製作成老鼠漢堡包（丹霞例外）。
咪咪（Miss Kitty） 配音：Amy Irving
貓，泰加的女友。喜歡與狗一樣勇猛的貓。因泰加耐弱而離開牠，到西部居住，但到達西部後依然想念泰加。
茱蘿（Chula） 配音：Jon Lovitz
蜘蛛，貓眾的成員。
爸爸（Papa Mousekewitz） 配音：Nehemiah Persoff
媽媽（Mama Mouskewitz） 配音：Erica Yohn

## 音樂
《Somewhere Out There（在某處的那兒）》
音樂：James Horner 、 Barry Mann
歌詞：Cynthia Weil
演出：Cathy Cavadini（丹霞）
《Way Out West（遙遠的西方）》
作曲：James Horner、Will Jennings
《Rawhide》
作曲：Dimitri Tiomkin、Ned Washington
演出：The Blues Brothers
《Dreams to Dream》
作曲：James Horner、Will Jennings
演出：Cathy Cavadini（丹霞）
《The Girl I Left Behind》
作曲：James Horner、Will Jennings
演出：Cathy Cavadini（丹霞）
《Dreams to Dream》（結幕版）
作曲：James Horner、Will Jennings
演出：Performed by Linda Ronstadt
Produced：David Foster
Linda Ronstadt Appears Courtesy of Elektra Entertainment
《An American Tail Overture》
(uncredited)
作曲：James Horner

## 外部連結
- 互联网电影数据库（IMDb）上《老鼠也移民之西部歷險記》的资料（英文）
- 爛番茄上《老鼠也移民之西部歷險記》的資料（英文）
- 豆瓣电影上《老鼠也移民之西部歷險記》的資料 （简体中文）
- AllMovie上《老鼠也移民之西部歷險記》的资料（英文）
- 大卡通資料庫上《老鼠也移民之西部歷險記》的資料（英文）